# Io, la giraffa e il pellicano
Io, la giraffa e il pellicano è un libro per bambini del 1985 scritto da Roald Dahl e illustrato da Quentin Blake. La trama segue un giovane ragazzo di nome Billy che incontra una giraffa, un pellicano e una scimmia che lavorano come lavavetri.
Sebbene la storia sia narrata in prima persona da Billy, la parola "Io" nel titolo si riferisce alla scimmia, che conclude ogni verso della sua canzone con la frase "io, la giraffa, il pellicano".

## Trama
Billy è un ragazzo che ha sempre sognato di possedere un negozio di dolciumi. La sua ambizione è rafforzata dal fatto che vicino a dove vive c'è un edificio abbandonato a tre piani che parrebbe adatto allo scopo. Un giorno scopre che il vecchio edificio è stato ristrutturato ed è diventato la sede centrale di una società di animali lavavetri. Billy poi incontra i suoi membri: una giraffa con il collo estensibile, un pellicano che ha il becco flessibile e una scimmia che canta e balla, con cui fa subito amicizia. Essendo arrivati in Inghilterra solo di recente, tutti gli animali hanno difficoltà a procurarsi il cibo giusto per nutrirsi. Ciò include il pesce per il pellicano, in particolare il suo salmone preferito; noci per la scimmia; e fiori d'albero rosa e viola per la giraffa. Billy e gli animali si uniscono tutti quando ricevono una lettera dal Duca dell'Hampshire che chiede loro di pulire le 677 finestre della sua magione. Le cose vanno bene quando arrivano lì finché, mentre puliscono le finestre della camera da letto della Duchessa Henrietta, la giraffa e la scimmia avvistano un ladro che tenta di rubare i gioielli della Duchessa. Il pellicano quindi vola dentro e cattura il ladro, tenendolo prigioniero nel becco nonostante il tentativo del ladro di sparare con la sua pistola (questo fa un buco nel becco del pellicano, ma il Duca gli assicura che l'autista può ripararlo). Ben presto arriva la polizia per arrestare il ladro, che il capo della polizia identifica come il "Cobra", uno dei ladri di gatti più pericolosi del mondo. Come ricompensa per aver recuperato i gioielli della Duchessa, il Duca invita il gruppo a vivere nella sua tenuta come suoi aiutanti personali. Poiché è anche il proprietario di migliaia di alberi di fiori e noci e di un fiume ricco di salmoni (il fiume Hamp), tutti e tre gli animali affamati hanno trovato la risposta al loro dilemma. I sogni di Billy diventano realtà anche perché la giraffa, il pellicano e la scimmia non avranno più bisogno dell'edificio Grubber; con un piccolo aiuto da parte del Duca, l'edificio diventa il negozio di dolciumi più bello nel raggio di chilometri.

## Relazioni con altri libri di Roald Dahl
- Quando Billy riapre il negozio di dolci sceglie di vendere i dolci prodotti dall'azienda Willy Wonka, che compaiono nei primi romanzi di Dahl Charlie e la fabbrica di cioccolato e Charlie e il grande ascensore di vetro .
- La scimmia, sia nell'aspetto che nella dieta, ha una forte somiglianza con Muggle-Wump, una scimmia di due dei primi libri di Dahl: Il coccodrillo enorme e Gli Sporcelli.
- Tra i dolci che Billy vende ci sono i Fizzwinkles, dalla Cina. Sono citati in uno dei primi romanzi di Dahl, Il GGG.

## Edizioni
- ISBN 0-224-06493-2 (hardcover, 2003)
- ISBN 0-224-02999-1 (hardcover, 1985)
- ISBN 0-14-131127-4 (paperback, 2004)
- ISBN 0-14-056819-0 (paperback, 2004)
- ISBN 0-14-036527-3 (paperback, 1993)
- ISBN 0-14-050566-0 (paperback, 1987)